# Paul de Richard d'Ivry
Pour les articles homonymes, voir Ivry.
Paul de Richard d'Ivry est un aristocrate et un compositeur français, né le 4 février 1829 à Beaune et mort le 16 décembre 1903 à Hyères.

## Biographie
Fils du marquis Charles de Richard d’Ivry et de Marie-Claire Lebas de Girangy, Paul de Richard d'Ivry étudie le contrepoint avec Aimé Leborne et la composition avec Aristide Hignard.
Ami de François Coppée, Jules Verne et Barbey d'Aurevilly, il est l'auteur de romances, d'une ouverture de concert ainsi que d’un opéra, Fatma (musique et livret, 1847), et de trois opéras-comiques, Quentin Metzys (1854),  La Maison du docteur (1854) et Omphale et Pénélope (1855).
Grand amateur Shakespeare, il se lance dans l'adaptation de Roméo et Juliette mais son projet est contrecarré par la création en 1867 de l'opéra homonyme de Charles Gounod. Il la publie néanmoins, modifiant le titre en Les Amants de Vérone et la signant sous le pseudonyme de Richard Yrvid,. Ce drame lyrique en 5 actes et 6 tableaux est finalement créé le 12 octobre 1878 salle Ventadour avec Victor Capoul et Marie Heilbron dans les rôles principaux, avant d'être repris le 15 février 1879 à la Gaîté-Lyrique.
Son second opéra, Persévérance d’amour, créé à l’hôtel de Ville de Beaune en 1895, est quant à lui inspiré d’un conte de Balzac.
Il meurt le 16 décembre 1903 au Chalet Victoria à Hyères, où il était en convalescence.

### Vie privée
Il était marié à Camille Amyot (1837 - 1920) avec laquelle il eut douze enfants. De 1860 à 1870, il fut maire d’ Ivry-en-Montagne où il possédait le château de Corabœuf. Le château appartient encore aujourd'hui à ses descendants.